# Viscount Lifford

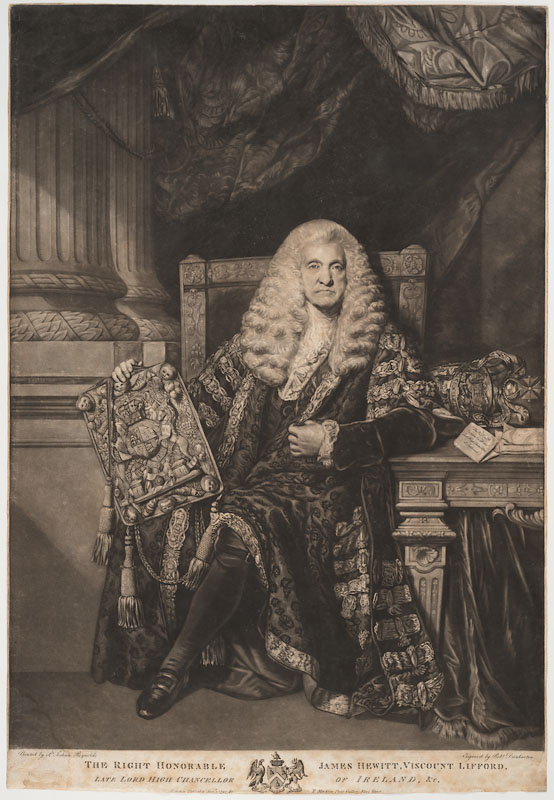
James Hewitt, 1. Viscount Lifford

Viscount Lifford, of Lifford in the County of Donegal, ist ein erblicher britischer Adelstitel in der Peerage of Ireland.

## Verleihung und nachgeordnete Titel
Der Titel wurde am 8. Januar 1781 dem Lordkanzler von Irland James Hewitt, 1. Baron Lifford verliehen. Diesem war bereits am 9. Januar 1768 der fortan nachgeordnete Titel Baron Lifford, of Lifford in the County of Donegal, verliehen worden.
Heutiger Titelinhaber ist seit 1987 sein Nachkomme Edward Hewitt als 9. Viscount.

## Liste der Viscounts Lifford (1781)
- James Hewitt, 1. Viscount Lifford (1709–1789)
- James Hewitt, 2. Viscount Lifford (1751–1830)
- James Hewitt, 3. Viscount Lifford (1783–1855)
- James Hewitt, 4. Viscount Lifford (1811–1887)
- James Hewitt, 5. Viscount Lifford (1837–1913)
- Archibald Hewitt, 6. Viscount Lifford (1844–1925)
- Evelyn Hewitt, 7. Viscount Lifford (1880–1954)
- Alan Hewitt, 8. Viscount Lifford (1900–1987)
- Edward Hewitt, 9. Viscount Lifford (* 1949)

Titelerbe (Heir apparent) ist der Sohn des aktuellen Titelinhabers Hon. James Hewitt (* 1979).